# Юзеф Мікуловський
Юзеф Мікуловський (пол. Józef Mikułowski, лат. Josephus Mikulowski; 18 березня 1765, Білорусь — 1821, Ґозлиці, Сандомирський повіт, Польща) — священник, педагог; ректор Могилівського єзуїтського колегіуму.

## Біографія
Вступив до Товариства Ісуса 22 серпня 1781 року. У 1795 році був висвячений на священника. 15 серпня 1798 року склав обіти.
У 1782—1783 рр. вивчав риторику, а потім викладав інфиму (1784—1785) і граматику та синтаксис (1785—1786) в єзуїтському колегіумі в Орші. У 1787—1789 рр. закінчив курс філософії, а в 1793—1797 рр. — теологію в Полоцькому єзуїтському колегіумі.
Викладав поетику, французьку мову (1789–1790) та риторику (1790—1791) у Полоцьку, риторику в Могильові (1791–1792). У 1792—1793 та 1797—1798 був регентом школи — інтернат і професором французької мови в Могильові. З 1798 по 1800 рік — професор риторики для єзуїтських семінаристів в Орші. У 1800—1806 рр. — обіймав різні посади в єзуїтських навчальних закладах у Дінабурзі, Полоцьку та Вітебську. З 1806 по 1810 рр. — ректор Могильовської єзуїтської академії. У 1810/1811 навчальному році був інструктором Третьої пробації у Вітебську.
У 1811 році вийшов з Товариства Ісуса. В останні роки працював в Сандомирській єпархії. Помер у с. Ґозлиці (поблизу Сандомежа) у 1821 році.